# الكسندر كامبل (سياسي كندي)
الكسندر كامبل هو سياسي كندي، ولد في 22 مايو 1826، وتوفي في 2 سبتمبر 1909.